# Tuone Udaina
Tuone Udaina (olasz nevén: Antonio Udina; Veglia, 1823. szeptember 27. – Veglia, 1898. június 10.) volt az utolsó ember, aki dalmátul beszélt.

Ő volt a fő forrás, tőle tudunk mindent, amit ma a dalmát nyelvről lehet. Szülei a vegliot (vegliai, Krk) nyelvjárást beszélték, Matteo Bartolinak számolt be ezekről, aki 1897-ben interjút készített vele, de hangját nem rögzítette. A dalmát nyelv Udinának nem anyanyelve volt, hanem szülei magánbeszélgetéseit hallgatva tanulta meg, közel 20 évig nem is használta a nyelvet. Beceneve Burbur volt, ami fodrászt, borbélyt jelent dalmátul.
Antonio Udina 1898. júniusában hunyt el, miután egy szárazföldi aknára lépett. A dalmát nyelv ekkor halt ki.